# Mario Vaccari
Mario Vaccari OFM (ur. 5 lutego 1959 w Genui) – włoski duchowny katolicki, biskup Massa Carrara-Pontremoli od 2022.

## Życiorys
Święcenia kapłańskie otrzymał 8 grudnia 1998 w zakonie franciszkanów. Był m.in. definitorem i przełożonym prowincji Najśw. Serca Jezusowego, a także wikariuszem prowincji św. Antoniego.
24 lutego 2022 papież Franciszek mianował go ordynariuszem diecezji Massa Carrara-Pontremoli. Sakry udzielił mu 22 maja 2022 biskup Gianni Ambrosio.